# Ця надія - це ти, частина 1 (Дискавері)

## Про епізод
Ця надія — це ти-1 — тридцятий епізод американського телевізійного серіалу «Зоряний шлях: Дискавері» та перший в третьому сезоні. Епізод був написаний Олатунде Осунсанмі, а режисували Тед Салліван, Гретхен Берг і Аарон Гарбертс. Перший показ відбувся 15 жовтня 2020 року. Українською мовою озвучено студією «ДніпроФільм».

## Зміст
Зв'язковий Федерації з дня у день прокидається в надії почути сигнал.
Бернем врізається в корабель Клівленда «Бука» Букера, кур'єра, який перевозить викрадений вантаж. Костюм Майкл перезавантажується доки вона падає на планету. Після відмови систем підтримки життєдіяльності Майкл опускає щиток шолома — атмосфера придатна для дихання. Костюм деактивується — а зв'язку з Дискавері нема. Поверхня планети нагадує випалену землю. Майкл встановлює по локації у часопросторі — вона в 3188 році. І наявні чисельні ознаки життя — Майкл у захваті — вона перемогла й імовірно людство в майбутньому існує. Часова кротовина закривається — Бернем ініціює самознищення костюма. Командирка Зоряного флоту Майкл Бернем лишилася одна — і тому надягає свою відзнаку. Вона бачить дим від пожежі і йде в тому напрямі.
Біля узбережжя Майкл знаходить космічний корабель що зазнав аварії — при її наближенні хтось включає маскувальний екран. Це Букер — і в сутичці він рішуче відкидає можливість дізнатися чиєсь ім'я. З допомогою «антикварного» бластера Майкл досягає хиткого перемир'я. Букер пояснює, що під час події під назвою «Спал» більша частина дилітію галактики вибухнула, знищивши багато зоряних кораблів, включаючи більшу частину Зоряного флоту. Тепер галактика роз'єднана і більше не управляється Об'єднаною федерацією планет. Майкл пропонує Букеру ще один «антикваріат» — трикодер — щоб допомогти йому із закупівлею дилітію. Букер повідомляє — час від часу він бачить «істинних послідовників» із такими значками як у неї — які вірять в Федерацію. Зникнення Федерації сталося 100—120 років тому.
Вони доходять до міста міжпланетних купівель-продаж. Там присутні андоріанці та оріонці — і вони співпрацюють. Майкл впускають неідентифікованоюю — як «антикваріат». Букер відразу після віддачі Бернем йому трикодера здає її власникам закладу. Майкл допитують андоріанець та оріонець. Робот прискає Бернем в лице «газ правди». І для мешканців майбутнього Майкл плете цілковиті побрехеньки. Під час намагання продажу «антикваріату» Букера затримує пограбований ним інопланетянин.
Під час «розборки» Майкл — перебуваючи під дією «газу правди» — допомагає Буку захистити свій вантаж — транс-хробака, якого він переносить у святилище, подалі від інших кур'єрів. Букер радить Майкл закрити очі — трансхробак гіпнотизує і їсть переслідувачів. Майкл відкриває очі — і трансхробак проковтує її. Букер чудернацькою молитвою примушує істоту виплюнути Бернем.
В обмін на допомогу Букер доставляє її на, здавалося б, покинуту космічну станцію Федерації, де вони знаходять Адітью Сахіла, «зв'язкового Федерації», який чекає в надії, що одного разу на станцію прийде офіцер Зоряного флоту. Бернем приймає його присягу Зоряному флоту і надає доручення виконувати обов'язки шефа зв'язку.
Сахіл не може знайти «USS Discovery», який мандрував у майбутнє разом із Бернем. І в надії вивішує на стіні Прапор давно зниклої Зоряної Федерації.
Істинна послідовниця. Мандрівниця в часі.
Нас лишилось мало. Наш дух — незнище́нний!

## Сприйняття та відгуки
Станом на липень 2021 року на сайті «IMDb» серія отримала 7.2 бала підтримки з можливих 10 при 4000 голосів користувачів.
Оглядач Скотт Колура для «IGN» писав так: «Для командира Майкл Бернем та членів екіпажу „Дискавері“ світ перевернувся з ніг на голову, оскільки вони опинилися за 930 років в майбутньому — в той час, коли сама Федерація під великим питанням. А для продюсерів серіалу „Дискавері“ тепер міцно увійшло в епоху Зоряного шляху — яка до цього часу не була досліджена. Більше не буде врізатися в канон, не буде більше носити туфлі старшого брата в епоху, добре задокументовану для Треку. Ні, зараз настав час, щоб це шоу створило власну історію і зробило це з того, що по суті є пунктом перезавантаження. Третій сезон Дискавері — можливо, там, де повинен був розпочатися 1-й сезон».
В огляді для «Den of Geek» Кейті Барт відзначала: «У „Ця надія — це ти, частина 1“ ми переміщаємося в дивне майбутнє, де все можливо. Більше не обтяжений вагою канону і безперервності, „Діскавері“ нарешті відчуває, що може розповісти власну історію — і, що найкраще, він не відчуває тиску, щоб поспішати через це. Цей сезон не поспішає».
Оглядач Зак Гендлен для «The A.V. Club» зазначав так: «„Зоряний шлях: Дискавері“ не охолоджується. Це, мабуть, найбільша проблема в серіалі — те, як воно постійно б'є по одних і тих же трьох-чотирьох емоційних точках, мало враховуючи логіку розповіді, структуру чи темп. Я не проти серіалу з великими почуттями, і бувають випадки, коли широкі штрихи „Дискавері“ спрацювали на мене. „Ця надія — це ти, частина перша“ — це не страшна прем'єра сезону, і якщо не вихід із становища, на який я сподівався, то принаймні не відразу розвалюється з-за дверей».
Скотт Сноуден в огляді для «Space.com» відзначив так: «Це знаменує собою повернення до форми „Зоряного шляху“, і, можливо, третій сезон можемо вважати своєрідним відродженням — періодичною темою в цій франшизі — залишаючи всі дурниці попереднього сезону далеко позаду. Поряд із „Спокусою“ і „Еовим Едемом“, цей епізод приєднується до списку найкращих частин „Дискавері“. І оскільки це прем'єра сезону, ми маємо великий шанс сподіватися, що цей високий стандарт продовжиться».

## Знімались
- Сонеква Мартін-Грін — Майкл Бернем
- Даг Джонс — Сару
- Ентоні Репп — Пол Стамец
- Мері Вайзман — Сільвія Тіллі
- Девід Аджала — Клівленд Букер
- Аділ Гуссейн — Адітья Сагіл
- Ніколь Дікінсон — Гадлі
- Райлі Гілкріст — андоріанець
- Джуліанна Гроссман — голос комп'ютера
- Брендон Макгіббон — другий андоріанець
- Джейк Майклз — оріонець
- Фабіо Тассоне — голос комп'ютера Букера
- Дейв Томлінсон — космопірат